# Adoxia cyanescens
Adoxia cyanescens is een keversoort uit de familie bladkevers (Chrysomelidae). De wetenschappelijke naam van de soort werd in 1917 gepubliceerd door Thomas Broun.